# Friedrich Wilhelm von Dewitz
Friedrich Wilhelm von Dewitz (* 10. Mai 1668 in Wussow; † 25. Oktober 1736 in Schönebeck) war ein preußischer Generalleutnant und Chef des gleichnamigen Kürassierregiments sowie Amtshauptmann von Balga.

## Leben

### Herkunft
Seine Eltern waren der pommersche Landrat Jobst Ludwig von Dewitz (1631–1696)  und dessen Ehefrau Anna Gertrud, geborene von Steinwehr († 17. August 1669). Der spätere Generalleutnant Stephan von Dewitz (1658–1723) war sein Bruder.

### Militärkarriere
Bereits 1682 ging Dewitz als einfacher Musketier zur preußischen Armee, 1683 wurde er Sergeant und nahm 1686 als Freiwilliger mit den Reichstruppen in Ungarn an der Belagerung von Ofen teil. 1688 wurde er Kornett in der Kavallerie, 1689 Leutnant und 1693 Rittmeister. Während des Pfälzischen Erbfolgekrieges kämpfte er in der Schlacht bei Neerwinden. Er wurde dort schwer verletzt und blieb zunächst unter den Toten liegen, hatte aber Glück und wurde von einem Bürger gefunden und gerettet. Nach seiner Erholung wurde er 1705 Major und nach der Schlacht bei Oudenaarde im Mai 1709 Oberstleutnant. Am 16. Juni 1714 wurde er Oberst im Leibregiment. Am 22. Juni 1723 wurde er noch Generalmajor und 1736 Generalleutnant. Er starb kurz darauf am 25. Oktober 1736 nach 54 Dienstjahren.

### Familie
Er war mit Anna Eleonore von Krafft aus dem Haus Delitz verheiratet. Das Paar hatte zwei Töchter und fünf Söhne:
- Wolfgang Ludwig Curt (* 10. März 1714 in Salzwedel; † 16. August 1720 in Poetsch)
- Friedrich Wilhelm (* 29. Oktober 1715 in Hecklingen; † 28. Dezember 1738 in Gr.-Salze), Kornet
- Anna Luise (* 5. Oktober 1717; † 21. Januar 1782 in Bertikow) ⚭ vor 1735 Daniel Gottfried von Bertikow (* 3. April 1717 in Bertikow; † 4. Juni 1745 in Dresden), polnischer Major
- August Albrecht (* 16. Juli 1721 in Tangermünde; † 16. Juni 1767 in Warschau), polnischer Oberst
- Sophie Dorothea (* 11. Juli 1722; † 5. Februar 1730)
- Stephan Gottlieb (* 23. Juli 1723 in Tangermünde; † 9. Juni 1787 in Hoffelde), Oberst und Ritter des Ordens Pour le Mérite ⚭ 1747 Renate Margarethe von Pennavaire (* 21. Juli 1730 in Frose; † 2. Februar 1795 in Daber)
- Bernd Heinrich (* 27. Februar 1725), Kornet im Bredowschen Kürassierregiment. ⚭ 1754 Christina von Maskow († 28. Januar 1799 in Seehausen)